# Бриґітте Гаманн
Бриґітте Гаманн (нім. Brigitte Hamann; при народженні Дайтерт; 26 червня 1940, Ессен — 4 жовтня 2016, Відень) — німецько-австрійська письменниця та історикиня, яка проживала у Відні.

## Біографія
Бриґітте Гаманн народилась 26 червня 1940 року в Ессені (Німеччина). Вона вивчала германістику та історію в Мюнстері й Відні, після чого деякий час працювала журналісткою у газеті Rhein Ruhr Zeitung у рідному Ессені.
З 1965 року Хаманн разом з чоловіком працювала у Віденському університеті, де в 1978 році захистила дисертацію про життя спадкоємця австрійського престолу Рудольфа і отримала ступінь докторки (Ph.D.). На базі її дисертації, в тому ж році, була опублікована книга. Сама Гаманн описувала методику своєї роботи в той період наступним чином: «Коли я приїхала з Німеччини в мене був дещо інший погляд на Австрію, і я почала писати з певним відчуженням». Після одержання вченого ступеня Хаманн стала «незалежною історикинею».
За успіхом першої книги послідували наступні: особливо успішними були роботи про імператрицю Єлизавету Австрійську, Адольфа Гітлера та Вініфреда Вагнера. У 1999 році вийшла книга Гаманн «Гітлер у Відні. Портрет диктатора в юності» (нім. Hitlers Wien, Lehrjahre eines Diktators) у якій авторка вивчала, як соціальні погляди населення Відня 1908—1913 років формували антисемітизм майбутнього фюрера, а також його надмірний страх перед жінками та інфекційними захворюваннями. Робота отримала позитивні відгуки критиків.
Після публікації роботи професора Лотара Махтана Гаманна з університету Бремена «Секрет Гітлера» (нім. Hitlers Geheimnis. Das Doppelleben eines Diktators), Бриґітте Гаманн досліджувала заяву вченого про гомосексуальність Гітлера. У результаті, в 2004 році вона взяла участь у документальному фільмі HBO 2004 «Невідомий фюрер: обговорення загадки сексуальності Гітлера» (англ. Hidden Führer: Debating the Enigma of Hitler's Sexuality), знятому американськими документалістами Фентоном Бейлі та Ренді Барбато.
У 2005 році Гаманн випустила книгу «Вініфред Вагнер», яка містила біографію невістки знаменитого композитора, яка стала одною із засновниць нацистської партії Німеччини й близькою подругою Адольфа Гітлера. Ця робота отримала нагороди «Книга року» (за версією журналу Opernwelt) та «Історична книга року» (приз історичного журналу Damals). У тому ж році сама Хаманн отримала нагороду «Concordia-Preis» від союзу австрійських журналістів Presseclub Concordia, на знак визнання значення її робіт.
Бриґітте Гаманн померла 4 жовтня 2016 року у віці 76 років.

## Творчість

### Переклади російською
- Хаманн Б. Гитлер в Вене. Портрет диктатора в юности. — 2016. — 568 с. — ISBN 978-5-91103-5-307-1.

### Переклади англійською
- The Reluctant Empress: A Biography of Empress Elisabeth of Austria (Knopf: 1986) (ISBN 0-394-53717-3)
- The Reluctant Empress, Ullstein Verlag, Berlin 1982, 6th ed. 2000
- Bertha von Suttner: A Life for Peace (Syracuse Studies on Peace and Conflict Resolution) (Syracuse University Press: 1986) ISBN 0-8156-0387-8
- Rudolf. The Road to Mayerling (German and English, picture book) München 1988
- Sissi, Elisabeth, Empress of Austria (Taschen America: 1997) (ISBN 3-8228-7865-0)
- Hitler's Vienna: A Dictator's Apprenticeship. (1999: Oxford University Press) ISBN 0-19-514053-2
- Winifred Wagner: A Life at the Heart of Hitler's Bayreuth. (2005: Granta publications, England) ISBN 1-86207-671-5
- Winifred Wagner: A Life at the Heart of Hitler's Bayreuth, Harcourt Books, Orlando USA 2006

### Німецькою
- Rudolf, Kronprinz und Rebell, Wien 1978
- Elisabeth von Österreich-Ungarn, Kaiserin wider Willen, Wien 1981
- Mit Kaiser Max in Mexiko, Wien 1983
- Kaiserin Elisabeth. Das poetische Tagebuch, Verlag der Österr. Akademie der Wissenschaften, Wien 1984
- Bertha von Suttner. Ein Leben für den Frieden, München 1986
- Die Habsburger. Ein biographisches Lexikon, München 1988
- Nichts als Musik im Kopf. Das Leben von Wolfgang Amadeus Mozart, Wien 1990 (Kinderbuch)
- Elisabeth. Bilder einer Kaiserin, Wien 1995
- Meine liebe, gute Freundin! Die Briefe Kaiser Franz Josephs an Katharina Schratt, München 1992
- Hitlers Wien. Lehrjahre eines Diktators, München 1996
- Kronprinz Rudolf: 'Majestät, ich warne Sie…', München 2002
- Winifred Wagner oder Hitlers Bayreuth, München 2002
- Der erste Weltkrieg. Wahrheit und Lüge in Bildern und Texten, München 2004
- Ein Herz und viele Kronen. Das Leben der Kaiserin Maria Theresia. Illustriert von Rolf Rettich, Wien 2004 (Kinderbuch)
- Die Familie Wagner, Reinbek bei Hamburg 2005
- Kronprinz Rudolf. Ein Leben, Wien 2005
- Mozart. Sein Leben und seine Zeit, Wien 2006
- Hitlers Edeljude. Das Leben des Armenarztes Eduard Bloch, München 2008

## Нагороди
- Heinrich Drimmel Preis (1978)
- Premio Comisso (1982)
- Donauland Sachbuchpreis (1986)
- Wildgans Preis (1995)
- Kreisky Preis (1998)
- Bad Wurzacher Literaturpreis (1998)
- «Buch des Jahres» — журнал «Opernwelt» (2002)
- «Historischen Buch des Jahres» — журнал «Damals» (2002)
- Приз союзу журналістів «Concordia» «für das Lebenswerk» (2003)[6]

## Сім'я
у 1965 році вона вийшла заміж за історика та професора Гюнтера Гаманна (1924—1994) й переїхала до Відня, де отримала австрійське громадянство. У подружжя народилось троє дітей: Сибілла (нар. 1966, журналістка й правозахисниця), Беттіна (нар. 1968) та Георг (нар. 1972).